# Őrült nők ketrece
Az Őrült nők ketrece (La cage aux folles / Il vizietto) 1978-ban bemutatott színes, francia–olasz filmvígjáték. Édouard Molinaro alkotása Jean Poiret 1973-as azonos című színdarabjából készült, melynek forgatókönyvét a szerző és a rendező társaságában Francis Veber és a film producere, Marcello Danon írta. Folytatásai: Kémek a lokálban (1980), Őrült nők ketrece 3 – Az esküvő (1985). A darab és a film alapján 1983-ban mutatták be az azonos című Broadway-musicalt. Az eredeti film amerikai remake-je 1996-ban készült el Madárfészek címmel Mike Nichols rendezésében. A Kádár-korszak Magyarországán az Őrült nők ketrece volt az első olyan film a mozik műsorán, amelyben a homoszexualitás  – vígjátéki megközelítésben ugyan – központi motívumnak számított.  A hazai sikerben jelentős része volt a kitűnő szinkronnak: Ugo Tognazzit Sinkovits Imre szólaltatta meg magyarul, Michel Serrault-nak Márkus László kölcsönözte a hangját. Amíg a magyar nézők rögtön a teljes változatot láthatták, addig egyes országokban eleinte – valószínűleg terjedelmi, és nem erkölcsi okokból – rövidített verziót mutattak be. A német közönség például csak DVD-n láthatta először az eredeti verziót: a plusz jelenetekhez utószinkront kellett csinálni más német színészekkel.

## A cselekmény
|  | Alább a cselekmény részletei következnek! |

Zaza Napoli (Michel Serrault)

A helyszín Saint-Tropez, a francia Riviéra legnépszerűbb városa. Az Őrült nők ketrece nevű frivol mulatóban teltház van, a közönség élvezi a nőnek öltözött férfiak szórakoztató műsorszámait. A következő fellépő a mulató sztárja, Zaza Napoli lenne, a tulajdonos élettársa, ám ő bezárkózott a szobájába, és senkinek nem akar ajtót nyitni. Renato Baldi, a mulató tulajdonosa kénytelen orvosért menni. Zaza hajlandó beengedni a doktort, és a dokival együtt Renato is beléphet a szobába. A sztár, akit egyébként Albinnek hívnak, letakarta a fejét, mert szerinte rusnyán néz ki. Arról sopánkodik, hogy boldogtalan, meg akar halni. Baldi úr egy óvatlan pillanatban bekapcsolja a magnetofont, és Zaza szóáradata a szalagról folytatódik. Renato tegnap készítette a felvételt, hiszen minden este ugyanez a műsor. Albin végül hajlandó átöltözni és fellépni, amennyiben a doktor nem ad neki injekciót. Miután az orvos távozik, Zaza folytatja a szemrehányásokat. Szerinte Renato már nem törődik vele, nem szereti őt, élete párja például észre se vette, hogy két hónapja fogyókúrázik, a múltkor pedig szóra se méltatta az új kombinéját. Ez csak azt jelentheti, hogy a férfi megcsalja. Baldi egyre idegesebb, és ezt Albin is látja rajta. Azt mondja partnerének, hogy ne fogja vissza magát, üsse csak meg nyugodtan. Néhány perccel később Zaza már teljesen átöltözve, vidáman skálázik, és készül a színpadra. A szeme alatti monoklit ugyan borogatni kell még egy picit, de semmi komoly, a lényeg, hogy Renato még mindig szereti. Mialatt Zaza a színpadon „senyved”, Renatóhoz látogató érkezik: egy jóképű fiatalember. Baldi úr meghatottan fogadja a vendéget, megöleli és megcsókolja. Végre meghitt kettesben lehetnek, senki nem fogja zavarni őket, a női ruhában pipiskedő „szobalány”, Jacob is kimenőt kapott! A látogatóba jött fiatalember, Laurent bejelenti, hogy hamarosan megnősül. Renatót megdöbbenti a hír. Természetesen titkon mindig remélte, hogy fia nem olyan lesz, mint ő, de azért a bejelentés váratlanul éri. Elvégre nem azért nevelgette és dédelgette őt éveken át, hogy jöjjön egy ronda némber, és elvegye tőle. Baldi úr megfenyegeti Laurent-t, hogy többé nem teheti be a lábát hozzá, és semmit nem fog tőle kapni, ha megházasodik. A fiatalember rezzenéstelen arccal veszi tudomásul az elhangzottakat, és távozni készül. Renato belátja, hogy gyenge próbálkozása kudarcot vallott. Magához öleli a fiát, és áldását adja a tervezett esküvőre.

Renato Baldi (Ugo Tognazzi)

Ezalatt Párizsban már korántsem mennek ilyen könnyen a dolgok. A bájos menyasszony édesapja ugyanis nem más, mint az Erkölcsvédő Liga oszlopos tagja, Charrier képviselő, és ami azt illeti, sznobizmusért és bigottságért a feleségének sem kell a szomszédba mennie. Andrea bejelentését a tervezett esküvőről olyan nagy felzúdulás fogadja, hogy a lány azt már be sem meri vallani, hogy leendő apósa és „anyósa” valójában mifélék. Azt hazudja, hogy vőlegényének papája kultúrattasé az olasz nagykövetségen, a mama pedig otthon neveli a gyermekeket. A Charrier szülők megkönnyebbülve hallják, hogy az új rokonsággal minden a legnagyobb rendben lesz, ám az apa ennek ellenére ellenzi a kézfogót. Közben Saint-Tropez-ban újra kitör a cirkusz. Albin most amiatt méltatlankodik, hogy Renato rejtegette előle a fiát, nem akart osztozni rajta. Baldi úr erre bejelenti a tragikus hírt Laurent nősüléséről. Ezen Zaza is megdöbben. De mi ez a megdöbbenés ahhoz képest, amiben Charrier úrnak van része, miután telefonon értesül az Erkölcsvédő Liga elnökének váratlan haláláról? A csapást súlyosbítja, hogy az elnök urat egy prostituált ágyában érte a halál, ráadásul az örömlány még kiskorú, s mindennek tetejébe még színes bőrű is. Charrier úr tisztában van azzal, hogy mozgalmuk pillérei alapjaiban rendültek meg elnökük dicstelen elmúlásával. A sajtó a szájára fogja venni a Ligát, melynek előhírnökeként rövidesen érkezni kezdenek az első gúnyolódó telefonok. Az áldatlan helyzetből Madame Charrier javasol kiutat: lányuk pompás esküvője egy feddhetetlen családi háttérrel rendelkező fiatalemberrel elfeledtetné az elnök miatti botrányt. A frigyre akár még a pápa áldását is kérhetik!

A boldog fiatalok (Rémi Laurent és Luisa Maneri)

A mulatóban Zaza újabb jelenetet rendez, sérelmezi, hogy Renato egy faragatlan kezdőt akar ráerőltetni, aki próba közben még a rágógumit is a sztár arcába fújja. Baldi úr nem nagyon tud Albinre figyelni, mert Laurent újabb bejelentéssel döbbenti meg. Jövendőbelijének szülei látogatóba jönnek, és ők úgy tudják, Baldi úr diplomata, kedves felesége pedig családanya. Nem szabad megtudniuk, hogy lányuk nem mondott igazat. Renato most már meg van győződve arról, hogy leendő menye nem normális, Laurent szerint azonban megúszhatnák a dolgot. El kéne küldeni Albint egy kis időre, a lakást pedig átmenetileg átrendezni, eltüntetni a frivol berendezési tárgyakat. Renato a lakás átformálásába még csak-csak beleegyezik, no de az Albinnel való beszélgetést már nem szívesen vállalja. Pedig muszáj, ugyanis időközben Charrier úr kénytelen bejelenteni a sajtónak lánya tervezett esküvőjét, a sofőrt pedig utasítja, hogy csomagoljon. A szótlan alkalmazott némi pénz fejében hajlandó elárulni az újságíróknak, hogy az úti cél Saint-Tropez. Renato aggodalmat színlelve próbálja Albint távozásra bírni. Megjegyzi, hogy nagyon rosszul néz ki, ráférne pár nap pihenő. Zaza persze átlát a szitán, és megsértődik azon, hogy Renato épp kapcsolatuk évfordulóján dobja ki őt az otthonukból. Baldi kénytelen bevallani, hogy Laurent érdekében cselekszik. Albin azonban maradni akar, ragaszkodik ahhoz, hogy ő fogadja a vendégeket, különben sosem lépi át a ház küszöbét. Amikor viszont meglátja, hogy a türelmetlen fiatalember már hozzá is fogott a lakás átrendezéséhez, sértődötten bejelenti, hogy távozik, és egy színpadias búcsújelenet után elindul. Renato utánamegy, és mi mást tehetne, beleegyezik, hogy maradjon. Beülnek egy vendéglőbe, hogy megbeszéljék a részleteket. Albin szerint eljátszhatnák, hogy ő Laurent bácsikája. Renato szerint erre semmi esély, Zazának egyetlen férfias gesztusa sincs. Megpróbál megtanítani neki néhány férfias mozdulatot, de egyrészt Albin teljesen reménytelen esetnek tűnik, másrészt ami Renato férfias megnyilvánulásait illeti, azokon is van még mit fejleszteni. Albin kimegy a mosdóba. A pultnál az egyik vendég buzinak nevezi. Zaza visszamegy Renatóhoz, hogy beszámoljon az incidensről. Itt az alkalom, hogy Baldi úr látványosan szemléltesse, mit tesz egy ilyen helyzetben egy igazi férfi.
A következő jelenetben Albin otthonukban borogatja Renato homlokát. Maximálisan elégedett a férfi viselkedésével, egyenesen büszke rá. Szerinte nevetségesnek tűnt Renato mellett az a nagy melák: amikor például ráült Baldira, és megpróbálta beleverni a fejét a padlóba, Zaza szinte már megsajnálta azt az ostoba behemótot! Renato közli fiával a megváltoztathatatlan tényt: Albin marad! Mégiscsak a barátja, s mellesleg a mulató részvényeinek 80%-a is az övé. A helyzeten persze sokat segíthetne egy valódi nő, mondjuk Laurent igazi édesanyja. A fiú hallani sem akar az anyjáról, aki annak idején lemondott róla, és mondani sem kell, hogy az ötlet Albint se villanyozza fel. Renato azonban hajthatatlan, ezért Zaza vele tart. Simone Deblon, Laurent édesanyja egy komoly cég elnökasszonya. Amint meghallja, ki keresi, azonnal fogadja a látogatót. Albin is be akar menni az irodába, Renato azonban jobbnak látja, ha kívül marad. Simone készségesen beleegyezik abba, hogy lemondja az esti programjait, és fia kedvéért részt vegyen a színjátékban. Felidézi első találkozását és egyetlen együttlétét Renatóval, akinek jelenléte egészen felizgatja. Valósággal leteperi a férfit, miközben lábával észrevétlenül megnyomja a „Tilos belépni!” utasítással egyenértékű piros lámpa nyomógombját. Az előtérben várakozó féltékeny Albin figyelmét nem kerüli el, amikor kigyullad a piros fény. Benyit az irodába, és in flagranti találja Renatót és Simonét. Nincs mit tenni: a vérig sértett Albin úgy dönt, tényleg távozik. Nemcsak a mulatóból, hanem az élők sorából is. Mindezt persze a tőle megszokott teatralitással adja elő, Renato pedig élcelődik rajta, hátha jobb belátásra bírja. Hiába fáradozik, Albin elmegy. Baldi az állomáson talál rá: kibékülnek, és együtt visszamennek.
Beesteledik, közeleg a látogatás időpontja. Albin férfi ruhát vesz fel, ám elég szerencsétlenül mozog benne. Ő is tudja, hogy bármilyen furcsa, abban néz ki a legidétlenebbül. Most már belátja, hogy valóban nem fogadhatja a vendégeket. Távozik. Csöng a telefon, Simone van a vonal túlsó végén. A délutáni jelenet miatt ugyan kútba esett az eredeti terv, ám az asszony bejelenti, Laurent érdekében mégis jobbnak látja, ha odamegy. Renato attól fél, Albin botrányt fog rendezni Simone miatt, Laurent szerint viszont Zaza fékezni fogja magát, hiszen ő is segíteni szeretne. Megérkeznek a vendégek. Az első percek ugyan feszélyezve telnek, a Charrier házaspár első benyomásai alapvetően mégis kedvezőek. Persze fogalmuk sincs arról, hogy közben a sofőrjük felhívta az újságírókat, és elárulta nekik, hogy munkaadói az Őrült nők ketrecének tulajdonosainál vacsoráznak. Charrier úr kedvező benyomásai először Jacob láttán kezdenek szétfoszladozni. Az még hagyján, hogy színes bőrű, na de amikor harsány kacajra fakad Signora Baldi láttán! Jacob azonban jogosan nevet, hiszen nem Simone érkezett meg, hanem a női ruhába bújt Albin adja ki magát Laurent édesanyjának. Cukrozottan bájolgó stílusa meghökkenti a Charrier házaspárt, akik szemmel láthatóan nem ilyennek képzelték Baldi asszonyt. Albin persze mentegetőzni kezd Jacob viselkedése miatt, Madame Charrier azonban megnyugtatja, hogy ő is tudja, mennyi gond van manapság a személyzettel. Zaza rögtön replikázik, hogy bizony, ez így van, náluk is hány szobalány fordult meg az elmúlt hetekben! Rögtön felsorol néhányat, nem is figyel arra, hogy csupa fiúnevet mond.
Hogy a helyzet ne legyen még kínosabb, Renato gyorsan az asztalhoz tereli a vendégeket. Charrier úrnak tetszik a teríték, a leveses tányér mintázata különösen felkelti az érdeklődését. Sajnos nem találja a szemüvegét, ezért nem tudja alaposan szemügyre venni, de mintha valamilyen antik figurák lennének a tányéron. Meztelenül. Ráadásul úgy látja, csak fiúkat ábrázol a kép. Albin ugyan megpróbálja meggyőzni őt arról, hogy akad ott lány is, Renato azonban rövidre zárja a témát azzal, hogy gyorsan feltálalja a levest. Persze Charrier nem ostoba, feltűnt neki, hogy jövendő rokonai otthona épp egy frivol mulató fölött van. Renatóék azt felelik, hogy ők adták ki ugyan a helyiséget, de fogalmuk sem volt arról, hogy ott ilyen intézmény fog megnyílni, egyébként pedig semmilyen közelebbi kapcsolatban nincsenek a bérlővel. Az ügyetlen Jacob tálalás közben meglöki Albin parókáját, amit Zaza rosszul tesz a helyére. Laurent eltávozik, hogy a ház előtt megvárja Simone-t, mert a helyzet igencsak megváltozott, botrány most már abból lenne, ha az asszony is megjelenne. Ezalatt Renato áthívja Zazát a szomszéd szobába, hogy számon kérje a viselkedését. Charrier és felesége csodálkoznak azon, hogy vendéglátóik ilyen udvariatlanul magukra hagyják őket. Pedig a java még csak ezután jön! Kopogtatnak. A képviselő kénytelen ajtót nyitni: a kulcsot egy falmélyedésben, egy obszcén szobrocska üregében találja meg. Simone érkezik. Az asszony semmiről sem tud, elkerülte a fiát, ezért Laurent édesanyjaként mutatkozik be. Az időközben visszatért Renatótól Charrier úr választ szeretne kapni arra, tulajdonképpen hány mamája is van a fiatalembernek. Baldi kénytelen leleplezni Zazát. A szituáció tetőpontján a szobába zúdulnak a mulató alkalmazottai: tortát hoztak, hogy gratuláljanak Renato és Albin évfordulójához. A női ruhába öltözött vidám férfiak az elképedt vendégeket is összecsókolják. Charrier felelősségre vonja a lányát, felesége viszont azonnal távozni akar. Andrea kijelenti, hogy ő Laurent mellett marad. A képviselő sem tud elmenni: az élelmes újságírók ugyanis eltorlaszolták a lakás bejáratát, hogy a vendégeknek a mulatón keresztül kelljen távozniuk. Óriási botrány van kilátásban, amihez képest az Erkölcsvédő Liga elnökének dicstelen halála szinte eltörpül. A szorult helyzetből egyetlen kiút kínálkozik: Charrier öltözzön nőnek, hogy feltűnés nélkül távozhasson a mulatóból! Úgy tűnik, a morbid ötlet sikerrel jár. A női ruhába öltözött képviselő ügyesen kioson a mulatóból a kíváncsi fotósok orra előtt, és kimerülten omlik várakozó sofőrje karjaiba, hogy a férfi azonnal vigye őt a szállodába. A derék alkalmazott azonban nem ismeri fel a munkaadóját az éltes dámában, aki erre rögtön jelenetet rendez…
Minden jó, ha jó a vége. Az esküvő nem marad el, mindkét család megjelenik a templomban, persze jó messze ülnek egymástól. Feltűnik Simone is. Albin rögtön belekezd a szokásos féltékenységi jelenetbe…

## Főszereplők
| Karakter                          | Színész              | Magyar hang (1979) | Magyar hang    |
| --------------------------------- | -------------------- | ------------------ | -------------- |
| Renato Baldi                      | Ugo Tognazzi         | Sinkovits Imre     | Barbinek Péter |
| Albin Mougeotte (Zaza Napoli)     | Michel Serrault      | Márkus László      | Kapácsy Miklós |
| Simone Deblon                     | Claire Maurier       | Kállay Ilona       |                |
| Laurent Baldi                     | Rémi Laurent         | Felföldi László    |                |
| Louise Charrier                   | Carmen Scarpitta     | Gombos Kati        |                |
| Jacob                             | Benny Luke           | Márton András      |                |
| Andrea Charrier                   | Luisa Maneri         | Básti Juli         |                |
| Simon Charrier                    | Michel Galabru       | Gera Zoltán        |                |
| Charrier sofőrje                  | Venantino Venantini  | Gelley Kornél      |                |
| Kidobóember                       | Carlo Reali          | Szersén Gyula      |                |
| Doktor                            | Guido Cerniglia      | Pathó István       |                |
| Asszisztens az éjszakai mulatóban | Giancarlo Pellegrini | Horkai János       |                |
| Pincér                            | Peter Boom           | Farkas Antal       |                |
| Deblone titkárnője                | Margherita Horowitz  | Máthé Erzsi        |                |
| Renata                            |                      | Dallos Szilvia     |                |

## Magyar kritikai visszhang
„A majdhogynem cselekmény nélküli történet humorforrása egyrészt az a fura féltékenykedésekkel tarkított „családi” élet, amelyben a két férfi főszereplő, a homoszexuálisok bárjának tulajdonosa és „primadonnája” él, másrészt az a szemforgató erkölcsösködés viselkedés, amely éppen az előbb említettek jó szándékú, de kétbalkezes segítségével lepleződik le. Szellemes megoldások váltakoznak közepes színvonalú szokványötletekkel, olykor, például a film elején, még a rokoni kapcsolatokra vonatkozó késleltetett információ félrevezető hatását is felhasználja a rendező, Édouard Molinaro, akinek legnagyobb érdeme a jó színészválasztás és a találó környezetábrázolás. Nehéz sorrendet állítani a főszereplők között. Nincs is szükség rá.”

(Hegyi Imre kritikája. In: Film Színház Muzsika, 1980/13, 1980. március 29., 12. oldal)
„Egy Feydeau és Courteline nyomdokain haladó hamisítatlan francia bohózattal van dolgunk, amit az tesz érdekessé, hogy hősei homoszexuálisok. Könnyű őket – túlságosan is könnyű – kigúnyolni, nevetségessé tenni. Jean Poiret színdarabja (Párizsban 500-szor ment telt házzal) elkerülte az alpári gúnyt, s ezt a kényes egyensúlyt Édouard Molinaro is megőrizte a mozi vásznán (jó passzban van, emlékezzünk csak A bajkeverő hibátlan rendezésére). A sikeres bulvárkomédiából adaptált film címe egyébként kettős értelmű: voltaképpen egy speciális törzsközönségű lokál elnevezése, melynek műsorában kizárólag transzvesztiták szerepelnek.”

(Hegedűs Tibor kritikája. In: Filmvilág 1980/3, 41. oldal)

## Fontosabb díjak és jelölések

### Oscar-díj
- 1980 jelölés Édouard Molinaro (legjobb rendező)
- 1980 jelölés Jean Poiret, Francis Veber, Édouard Molinaro, Marcello Danon (legjobb forgatókönyv)
- 1980 jelölés Piero Tosi, Ambra Danon (legjobb jelmez)

### Golden Globe-díj
- 1980 díj Legjobb idegen nyelvű film

### César-díj
- 1979 díj Michel Serrault (legjobb színész)

### David di Donatello-díj
- 1979 díj Michel Serrault (legjobb külföldi  színész, megosztva Richard Gere-rel)

## Külső hivatkozások
- Az Őrült nők ketrece az Internet Movie Database oldalain